# Linia kolejowa nr 576
Linia kolejowa nr 576 – pierwszorzędna, zelektryfikowana, jednotorowa linia kolejowa znaczenia państwowego łącząca stację Wolanów ze stacją Rożki. Linia przeszła kompleksowy remont w 2021 roku; roboty wykonało PNiUIK w Krakowie.